# София Абелейра, Мигель Антонио
Мигель Антонио София Абелейра (исп. Miguel Antonio Sofía Abeleira; 24 августа 1948, Монтевидео) — уругвайский ультраправый активист, националист и антикоммунист. Организатор и руководитель эскадронов смерти — Националистической вооружённой обороны. Активно участвовал в силовом подавлении леворадикального движения Тупамарос. Обвиняется в нескольких похищениях и убийствах. Известен также как предприниматель радиокоммуникационной сферы.

## Эволюция в ультраправые
Происходит из среднего класса Монтевидео. Окончил Институт Альфредо Васкеса Асеведо (IAVA). Занимался радиотехникой, организовал собственную радиостанцию.
В студенческие годы Мигель София Абелейра придерживался демократических, но однозначно антикоммунистических взглядов. На этой почве он конфликтовал со студентами-коммунистами, сторонниками Фиделя Кастро. Противники клеймили его как «фашиста», «агента янки» и т. п.. Конфликты нередко оборачивались физическими столкновениями. Особенно жестокому избиению София Абелейра подвергся 6 мая 1971 — после крупной акции в IAVA вооружённой ультраправой молодёжи 27 апреля 1971.
Такой опыт способствовал эволюции взглядов Мигеля Антонио. Он разочаровался в демократии, дающей коммунизму право легальной деятельности, и перешёл на праворадикальные позиции. Стал жёстким националистом и непримиримым антикоммунистом с уклоном в неофашизм.
Активно участвовал в создании в 1970 ультраправого студенческого движения Стойка уругвайской молодёжи (JUP). Ориентировался на крайне правого политика Армандо Акосту-и-Лару — заместителя министра внутренних дел, идеолога традиционализма, организатора молодёжных антикоммунистических формирований.
Мигель София Абелейра крайне враждебно относился к уругвайским коммунистам и социалистам, с тревогой воспринял марксистское движение Тупамарос. Он склонялся к радикальным действиям, внеправовому насилию в политической борьбе. Этому способствовали и его личностные особенности — жёсткость, наглость, агрессивность, цинизм, склонность к чёрному юмору.

## Вожак «эскадрона смерти»
В 1967 президентом Уругвая стал правый политик Хорхе Пачеко, сделавший ставку на силовое подавление Тупамарос. Полиция и спецслужба DNII усилили репрессии против коммунистов и леворадикалов. Возросло влияние Акосты-и-Лары с его идеей вовлечения гражданского общества в антикоммунистическую борьбу. На таком фоне были созданы уругвайские эскадроны смерти, получившие название Националистическая вооружённая оборона (DAN; или Команды охоты на Тупамарос, CCT).
Руководство и оперативный актив DAN комплектовались в основном из сотрудников полиции, DNII и военной разведки. Однако молодой бизнесмен Мигель София Абелейра быстро выдвинулся в лидеры. В качестве доверенного лица Акосты-и-Лары он не только консолидировал гражданскую часть DAN и JUP, но и активно, наравне с офицерами, участвовал в силовых операциях «эскадронов». Ему приписывается важная роль в похищениях и убийствах видных тупамарос — Эктора Кастанетто, Абеля Айялы, Мануэля Филиппини, Иберо Гутьерреса. Он организовывал нападения и поджоги объектов легальной левой коалиции Широкий фронт.
Кроме того, Мигель София Абелейра принимал на себя задачи, выходившие за грань всяческой законности и потому нежелательные для непосредственной причастности госслужащих, военных и полицейских. В частности, он организовывал контрабандную доставку в Уругвай оружия из стронистского Парагвая. Характерно, что ближайшим его другом и оперативным партнёром стал парагваец Анхель Педро Кроса Куэвас. Некоторые исследователи полагают, что именно Кроса Куэвас являлся реальным лидером DAN, а София Абелейра — его «правой рукой». Наряду с парагвайским, София Абелейра целенаправленно старался применять аргентинский опыт Triple A, бразильский Сержио Флеури и гватемальский Mano Blanca.
Мигель София Абелейра, Анхель Кроса Куэвас, полицейский инспектор Педро Флейтас и сотрудник DNII Вашингтон Гриньоли составили руководящее оперативное ядро уругвайских «эскадронов смерти». В перечне подлежащих смертной казни, обнародованном Тупамарос в 1971, имя 23-летнего Софии Абелейры по кличке Хосе стояло одним из первых. Было предпринято несколько таких попыток — в частности, 14 апреля 1972, когда были одномоментно убиты экс-замминистра Акоста-и-Лара, функционер DNII Оскар Делега, инспектор полиции Карлос Лейтес и офицер военно-морской разведки Эрнесто Мотто. Однако оперативная сметка, хитрость и осторожность позволяли Софии Абелейре каждый раз уходить от опасности. День 14 апреля 1972 года, когда ему удалось уйти от тщательно подготовленной засады, рассматривается в его биографии как «второй день рождения».

## Дипломат и эмигрант
27 июня 1973 президент Хуан Мария Бордаберри совершил государственный переворот и установил в Уругвае «военно-гражданскую диктатуру». Партии Широкого фронта были запрещены, Тупамарос подавлены системными репрессиями. Нужда в «эскадронах смерти» заметно снизилась.
При президентстве Бордаберри Мигель София Абелейра поступил на дипломатическую службу, был уругвайским атташе в США, но отозван из-за кражи в супермаркете. После этого некоторое время служил в уругвайском посольстве на Тайване.
В 1977, после отстранения Бордаберри от власти, Мигель София Абелейра оказался под угрозой ареста за прежние силовые акции. Вынужден был ненадолго эмигрировать в Испанию, вернулся после урегулирования своих правовых вопросов..

## Хозяин радиохолдинга
Мигель София Абелейра постепенно вернулся в бизнес. Он получил от правительства Бордаберри на льготных условиях концессию в радиоволновом эфире и занялся коммерческим радиовещанием. Владел радиостанцией Emisora del Plata, затем — бизнес-группой Grupo del Plata. Коммуникационный холдинг включал радиостанции Emisora del Plata и Radio Futura в Монтевидео, FM Total и Radio Santa Rosa в Канелонесе, Cenit в Ривере, Emisora Real de San Carlos в Колонии, Emisora La Pedrera в Роче. По некоторым данным, Софии Абелейре принадлежало также предприятие безопасности.
В 2008 была произведена сделка по продаже пакета владения частотой Grupo del Plata мексиканскому бизнесмену Анхелю Гонсалесу. Сумма сделки не сообщалась, но предположительно оценивается в миллион долларов.

## Розыск
Время продажи уругвайских активов было выбрано не случайно. С 2005 к власти в Уругвае пришёл Широкий фронт. Встал вопрос об уголовной ответственности участников военно-полицейских репрессий и «эскадронного» террора. Привлечение Мигеля Софии Абелейры очевидно являлось вопросом времени.
В 2009 был экстрадирован из Аргентины в Уругвай бывший полицейский фотограф Нельсон Бардесио, боевик «эскадрона смерти». Ещё в 1972 году он был захвачен тупамарос и дал публичные показания о действиях «эскадронов» — в которых было названо имя Мигеля Софии Абелейры как организатора похищений и убийств. Постепенно сформировалась база для обвинения Софии Абелейры минимум в четырёх похищениях и убийствах тупамарос. Главным эпизодом считается гибель идеолога Тупамарос Эктора Кастанетто — похищенного и застреленного после пыток 19 августа 1971. Прокуратура Уругвая выдала ордер на арест.
С 2009 года Мигель София Абелейра перешёл на нелегальное положение. Был объявлен в розыск, в том числе по линии Интерпола. Часто выезжал за границу. В Уругвае проживал на курорте Пунта-дель-Эсте в департаменте Мальдонадо по поддельному паспорту на имя Адольфо Альдо Касабалье Лапидо. По его словам, расходовал на жизнь 2500 долларов в месяц.

## Арест
8 января 2019 сотрудники Интерпола и уругвайского Генерального директората по борьбе с организованной преступностью арестовали Мигеля Софию Абелейру в Монтевидео (перед этим проводились розыскные мероприятия в Пунта-дель-Эсте). Комментируя задержание Софии Абелейры, некоторые наблюдатели отметили обычное для «Хосе» циничное реагирование.
Мигелю Софии Абелейре предъявляются обвинения в убийствах Кастанетто, Айялы, Филиппини и Гутьерреса (все эпизоды относятся к 1971—1972). Защита Софии Абелейры утверждает, что в обвинениях отсутствует должная доказательная база. Кроме того, адвокаты выражают сомнения, был ли подзащитный способен в возрасте 23-24 лет руководить такими операциями и иметь связи с высшими руководителями силовых структур.
Обвинения в похищениях и убийствах София Абелейра категорически отрицает (при этом общеизвестные факты политического насилия «эскадронов» характеризует как самооборону от Тупамарос, а аффилированные с «эскадронами» политические структуры — как демократические организации). Выразил протест против пропаганды в СМИ, которая «уже 40-45 лет создаёт негативный образ». Показания Бардесио характеризовал как полученные под давлением и угрозами и потому юридически ничтожные. Адвокаты представили перечень болезней, которым подвержен подзащитный. София Абелейра подтвердил, что имеет перебои в памяти после инсульта и операций на мозге, однако обладает достаточной памятью, чтобы отвечать на вопросы.
Мигель София Абелейра был помещён в тюрьму Domingo Arena, где уже находились Педро Флейтас и Нельсон Бардесио.

## Семья
Мигель Антонио София Абелейра женат на Ане Марии Тронкосо. Жена выступает как партнёром по бизнесу, была совладелицей Grupo del Plata. В браке супруги имеют сына Мигеля Алехандро Софию Тронкосо и дочь Вирхинию Элену Софию Тронкосо.